# Te Amo
A Te Amo Rihanna barbadosi énekesnő kislemeze. A Te Amo latinul, spanyolul és portugálul 'Szeretlek'-et jelent. A dal a ötödik és egyben utolsó kislemez a Rated R című albumról. 2010. május 22-én adta elő az énekesnő a BBC Radio 1 Big Weekend Music Festival rendezvényen.

## Háttér
A Te Amo Rihanna negyedik stúdióalbumáról, a Rated R-ről jelent meg, mint kislemez. Kanadában június 7-én kezdték el sugározni a rádiók, és másnap digitális letöltés formájában is megjelent Ausztrália, Olaszország és Új-Zéland számára. Németországban 11-én jelent meg CD kislemezként. A dal latin stílusú elemekben bővelkedik. A szám két nő kapcsolatáról szól, melyben az egyik beleszeret Rihannába, ő viszont nem érez így a másik iránt.

## Videóklip
A videót 2010. április 29-én és 30-án forgatták Franciaországban. Az egyik nőt természetesen Rihanna játszotta, a másikat Laetitia Casta modell. A videó május 28-án debütált, VEVO csatornájára június 14-én került fel. Sok más kisfilmjéhez hasonlóan ezt is Anthony Mandler rendezte.

## Elért helyezések
| Slágerlista (2010)                   | Legjobb helyezés |
| ------------------------------------ | ---------------- |
| Ausztrália (ARIA)                    | 22               |
| Bulgaria (IFPI)                      | 2                |
| Csehország (IFPI)                    | 6                |
| Franciaország (SNEP) Download Chart  | 8                |
| Magyarország (MAHASZ)                | 5                |
| Olaszország (FIMI)                   | 7                |
| Skócia (The Official Charts Company) | 21               |
| Szlovákia (IFPI)                     | 34               |